# James Butler (2e duc d'Ormonde)
Pour les articles homonymes, voir James Butler et Butler.
James Butler, 2e duc d'Ormonde, né le 29 avril 1665 à Dublin et mort le 16 septembre 1745 à Avignon, est un homme politique et militaire anglo-irlandais.

## Biographie
Né à Dublin le 29 avril 1665, James Butler est issu d'une vieille famille aristocratique irlandaise au service de l'Angleterre. 
Partisan de Guillaume d'Orange contre Jacques II, il est élu lord-député d'Irlande en 1703. Bien en cours auprès d'un souverain protestant, il n'en défend pas moins vigoureusement les droits des catholiques contre le parlement d'Irlande. 
Au cours de la  guerre de Succession d'Espagne, la reine Anne Stuart, qui a succédé à Guillaume et à sa sœur Mary, lui confie le commandement des troupes anglaises en Flandre dans les Pays-Bas espagnols en remplacement de John Churchill Marlborough.
Rallié aux Tories de Bolingbroke, il s'oppose à l'accession de George de Hanovre à la couronne d'Angleterre. Engagé auprès des partisans de Jacques-Edouard, lors du débarquement de ce dernier en 1715, il doit s'enfuir en France. Il s'établit à Avignon et suit le « vieux » prétendant, Jacques-Edouard, pour qui il noue des relations diplomatiques avec l'Espagne.
Exilé, il demeure l'une des principales figures du parti jacobite. En 1717, il est impliqué dans le projet jacobite mené en liaison avec Charles XII de Suède et son représentant le baron de Görtz. 
Sous la Régence, il est en 1718 l'un des organisateurs d'un projet de débarquement espagnol en Bretagne dans le cadre de la Conspiration dite de Cellamare qui conduit à l'exécution du marquis de Pontcallec et de ses complices à Nantes.
Gérard Valin a décrit ces années avignonnaises au sein de la communauté jacobite qui entoure Jacques-Edouard dans son ouvrage : "Les Jacobites, la papauté et la Provence", publié chez L'Harmattan en 2019. Le duc d'Ormonde y joue un rôle central pendant de nombreuses années, en rapport étroit avec les notabilités de la ville et le Vice-légat.
Retiré définitivement en 1732 à Avignon, il y rencontra l'année suivante sa compatriote Lady Mary Wortley Montagu, femme de lettres. Il y mourut le 16 novembre 1745 mais son corps fut rapatrié en Angleterre. Il fut inhumé à l'abbaye de Westminster le 22 mai 1746.